# The Flower Pot Men
The Flower Pot Men var en brittisk psykedelisk popgrupp bildad 1967. 
Gruppen skapades som resultatet av listframgångarna med singeln Let's Go to San Francisco, skriven och inspelad av kompositörerna John Carter och Ken Lewis. Dessa hade tidigare haft framgång med popgruppen The Ivy League, som hållit på sedan mitten av 1960-talet. Skivbolaget hade således en riktig hitlåt, men ingen grupp som kunde hjälpa till att "sälja" låten. Kompositörerna själva var inte intresserade av börja turnera, så skivbolaget handplockade en samling av studiomusiker- och sångare. Projektet lades ned 1970.
Gruppens namn härrör från ett brittiskt tv-program för barn, Flower Pot Men, med de för tiden uppenbara psykedeliska anspelningarna på flower power och pot (cannabis).
År 1968 var Nick Simper och Jon Lord med om att bilda gruppen Deep Purple. Sångaren Tony Burrows blev medlem av bland andra grupperna White Plains och Edison Lighthouse.

## Medlemmar
Tidigare medlemmar
- Tony Burrows – sång
- Neil Landon (född Patrick Cahill, 26 juli 1941, Kirdford, Sussex) – sång
- Robin Shaw (född Robin George Scrimshaw, 6 oktober 1943, Hayes, Middlesex) – sång
- Pete Nelson (född Peter William Lipscomb, 10 mars 1943, Uxbridge, London – död 23 oktober 2005, Ealing, London) – sång
- Ricky Wolff (född Richard Wolff, 8 juli 1945, Pretoria, Sör-Africa) – keyboard, saxofon, flöjt, sång
- Ged Peck (född 19 oktober 1947, West Hendon, London) – gitarr
- Carol Little (född Carl O'Neil Little, 17 december 1938, Shepherd's Bush, London – död 6 augusti 2005, Cleadon, County Durham) – trummor
- Nick Simper – basgitarr
- Jon Lord - orgel
- Mick Stewart – sologitarr
- Tony 'Tex' Makins – basgitarr
- Gordon Haskell – basgitarr
- Billy Davidson – keyboard
- John Carroll – orgel
- Robin Box – gitarr
- Tony Hall – saxofon
- Roger Hills – trummor

## Diskografi
Album
- Peace Album (1969)
- Past Imperfect (1970)